# James Paul Moody
James Paul Moody (Scarborough, 21 de agosto de 1887 – Oceano Atlântico, 15 de abril de 1912) foi um marinheiro britânico mais famoso por ter servido como o sexto oficial do RMS Titanic em 1912. Ele nasceu em uma família influente e começou sua educação naval cedo, eventualmente sendo contratado pela White Star Line e servindo a bordo do RMS Oceanic. Em seguida ele foi designado para trabalhar na viagem inaugural do Titanic em abril de 1912.
Moody estava em serviço na ponte de comando durante a noite do dia 14 de abril quando o Titanic colidiu com um iceberg. Ele trabalhou na evacuação dos passageiros e lançamento dos botes salva vidas; apesar de seus colegas oficiais terem várias vezes pedido para que entrasse em um dos botes, Moody se recusou e acabou morrendo no naufrágio aos 24 anos de idade.

## Início de vida
James Paul Moody nasceu em 21 de agosto de 1887 na cidade de Scarborough, Yorkshire, Inglaterra, filho de John Henry Moody e Evelyn Louis Lammin. Sua família era influente em Scarborough, com seu pai fazendo parte do conselho municipal. Ao catorze anos de idade Moody decidiu que queria seguir uma carreira na marinha mercante. Entre 1902 e 1903 ele viajou a bordo do HMS Conway da Marinha Real Britânica como parte de seu treinamento.

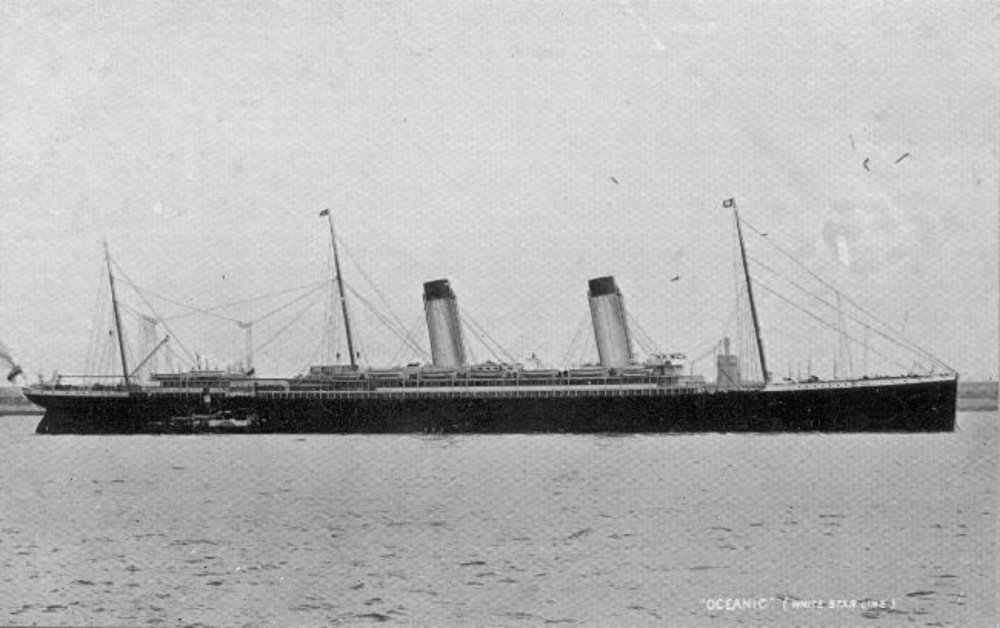
O Oceanic, primeiro navio em que Moody serviu na White Star Line.

Suas primeiras experiências no mar como aprendiz a bordo do Boadicea e do Taurus foram muito marcantes. No primeiro, enquanto atravessava tempestades, Moody viu um colega pulando no mar se suicidando por causa das condições de trabalho ruins. Já em 1904, um navio pegou fogo no porto de Nova Jérsei. Os mil passageiros do Taurus (que estava chegando no porto) foram todos para um lado ver o incêndio, fazendo com que ele quase emborcasse. Suas experiências fez com que Moody escrevesse que "Todos os horrores passaram acontecer durante a noite".
Moody em seguida foi estudar na Escola Naval Rei Eduardo VII em Londres, conseguindo seu certificado de oficial em abril de 1911. Ele logo foi contratado pela White Star Line, servindo primeiramente a bordo do RMS Oceanic junto com Charles Lightoller e David Blair.
Ele foi designado para a viagem inaugural do RMS Titanic como sexto oficial em março de 1912, mesmo com o pouco tempo que tinha trabalhando na empresa. Moody era considerado pela White Star como um oficial promissor e merecedor do posto. Naquela época ele estava vivendo junto com seu tio na cidade de Grimsby, Lincolnshire.

## Titanic

### Viagem

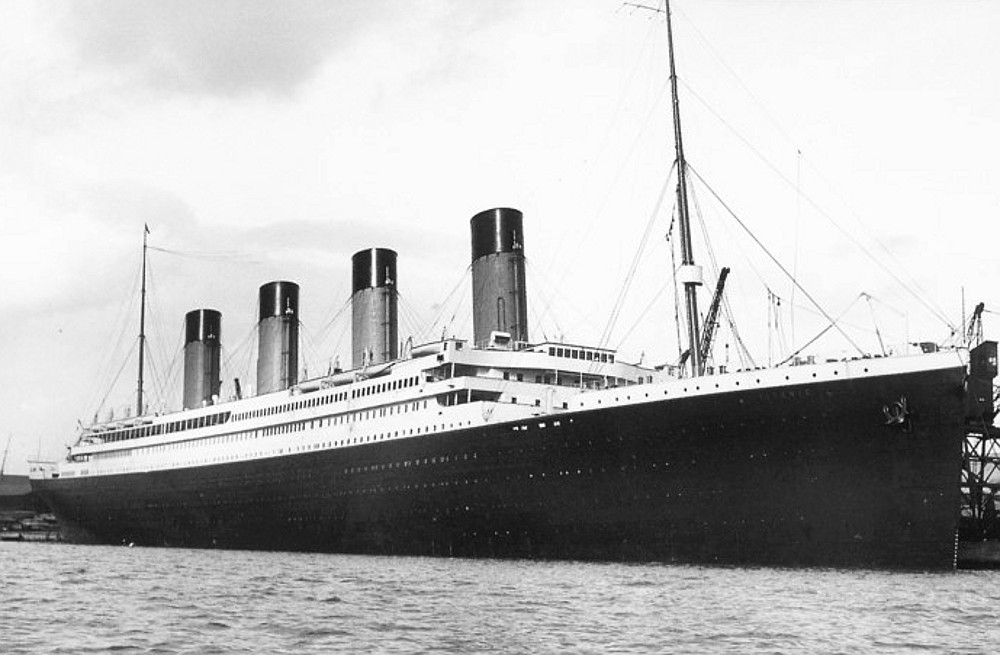
O Titanic em Southampton.

Moody embarcou no Titanic em Belfast, Irlanda, junto com os outros "oficiais júniors" (terceiro oficial Herbert Pitman, quarto oficial Joseph Boxhall e quinto oficial Harold Lowe) para participar dos testes marítimos do navio. O Titanic então seguiu para Southampton, chegando no dia 4 de abril de 1912. A partida ocorreu às 12h de 10 de abril; naquele dia Moody e Lowe participaram de um teste dos botes salva vidas, porém sem estarem na capacidade total. Em seguida ele foi designado para um dos portões de embarque, barrando várias pessoas de entrarem por terem chegado atrasados.
Durante a viagem, Moody trabalhava em dupla com outro oficial júnior em um esquema de quatro horas de serviço seguida por quatro horas de descanso. Ele e Lowe geralmente ficavam encarregados da medição da temperatura da água e do ar.

### Naufrágio

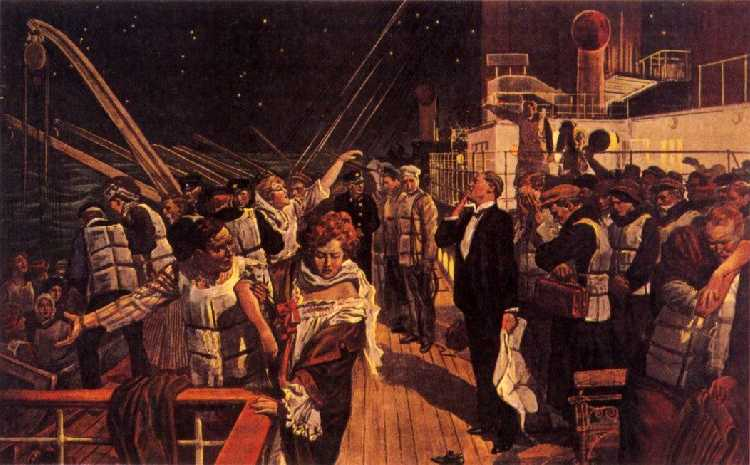
Moody trabalhou na evacuação dos passageiros durante o naufrágio.

Moody estava em serviço na ponte de comando na noite de 14 de abril junto com o primeiro oficial William Murdoch e o timoneiro Robert Hitchens. Por volta dàs 23h40min, os olheiros Frederick Fleet e Reginald Lee avistaram um iceberg do ninho de gávea; Fleet ligou para a ponte e foi atendido por Moody. Ao ser avisado que havia um "iceberg bem em frente!", o oficial respondeu com um educado "obrigado". O Titanic não conseguiu desviar e colidiu com o iceberg.
Durante o naufrágio ele trabalhou na evacuação dos passageiros, enchendo os botes salva vidas nº 12, 14 e 16 no lado bombordo. Nesse período, por volta dàs 1h30min do dia 15 de abril, Moody conversou brevemente com Lowe; o último lhe ofereceu o comando do bote nº 14 já que nenhum oficial tinha ficado encarregado de algum barco desde o início do naufrágio. O sexto oficial recusou a oferta e Lowe acabou sendo colocado no bote pelo oficial chefe Henry Wilde.
Em seguida Moody foi para o lado estibordo ajudar no lançamento do bote nº 13. Nesse instante ele encontrou uma mulher à beira da histeria que se recusava a entrar. O oficial agarrou a passageira e gritou: "você vai entrar e ficar quieta!". A mulher acabou entrando sem mais protestar. A comissária Violet Jessop lembra que Moody a ajudou a embarcar em um dos botes, comentando que ele parecia exausto.
Moody então seguiu para a proa, onde Lightoller estava tentando lançar os botes desmontáveis. O sexto oficial novamente teve a chance de entrar em um bote, porém decidiu permanecer no navio já que não havia tripulação suficiente para lançá-los. Ele foi visto mais tarde em cima dos alojamentos dos oficiais pelo acendendor Samuel Hemming, tentando lançar um dos desmontáveis minutos antes do mergulho final do Titanic. Moody permaneceu a bordo até ao fim, morrendo no naufrágio aos 24 anos de idade. Seu corpo nunca foi encontrado ou identificado.

## Posteridade
Moody foi homenageado em sua cidade natal com uma placa colocada na igreja local e um monumento em seu nome em um dos cemitérios de Scarborough. No memorial está uma placa que diz: "Não há maior amor do que este, que um homem dar sua vida por seus amigos". Seus pais também o homenagearam com a "Taça Moody", uma copa feita a partir de um pedaço de aço do HMS Conway. Ela foi apresentada pela primeira vez em 1914, sendo usada até 1974 como um troféu de navegação; ela atualmente está em exposição no Museu Marítimo de Liverpool.
Moody também foi representado em dois filmes sobre o desastre. Em A Night to Remember de 1958, ele foi interpretado por Michael Bryant. Ele aparece na cena da colisão, também sendo a pessoa enviada para acordar o engenheiro Thomas Andrews e estando presente no lançamento dos botes. Em Titanic de 1997, Moody foi interpretado por Edward Fletcher. Novamente além da cena da colisão, ele aparece na partida do navio em Southampton permitindo que o protagonista Jack Dawson embarque no Titanic.